# 合併結婚
『合併結婚』（がっぺいけっこん、Yours, Mine and Ours）は1968年のアメリカ合衆国の映画。出演はルシル・ボールやヘンリー・フォンダなど。
2005年にはリメイク作である『ヘレンとフランクと18人の子供たち』が公開された。

## キャスト
| 役名           | 俳優                 | 日本語吹替  | 日本語吹替 |
| 役名           | 俳優                 | NETテレビ版 | 機内上映版 |
| -------------- | -------------------- | ----------- | ---------- |
| ヘレン         | ルシル・ボール       | 高橋和枝    | 高橋和枝   |
| フランク       | ヘンリー・フォンダ   | 瑳川哲朗    | 小山田宗徳 |
| ハリソン       | ヴァン・ジョンソン   | 羽佐間道夫  | 近藤洋介   |
| ハワード       | ウォルター・ブルック | 嶋俊介      |            |
| ナンシー       | ナンシー・ハワード   | 浅井淑子    |            |
| アシュフォード | シドニー・ミラー     | 八奈見乗児  |            |
| マドレーヌ     | ルイーズ・トロイ     | 渡辺典子    |            |
| コリーン       | ジェニファー・リーク | 吉田理保子  |            |
| ニッキー       | ケビン・バーチェット | 鈴木清信    |            |

- NETテレビ版：初回放送1975年6月22日『日曜洋画劇場』※DVD収録
- 機内上映版：1970年上映

## スタッフ
- 監督：メルヴィル・シェイヴルソン
- 製作：ロバート・F・ブラモフ
- 原作：ヘレン・ビアズリー
- 脚本：メルヴィル・シェイヴルソン、モート・ラックマン
- 撮影：チャールズ・F・ホイーラー
- 編集：スチュアート・ギルモア
- 音楽：フレッド・カーリン